# Nettunske konvencije
Nettunske konvencije je zajednički naziv za 32 konvencije koje su 20. srpnja 1925. potpisale vlade Kraljevine Italije i Kraljevine Srba, Hrvata i Slovenaca. Konvencije su omogućile Talijanima slobodno useljavanje u Dalmaciju.
Osim pitanja naseljavanja Talijana, konvencijama su uređena i neka pitanja koja nisu bila obuhvaćena prethodnim ugovorima - 
Santamargheritskim konvencijama (1922.), Rimskim ugovorima i Beogradskim konvencijama (1924.).
Pitanje ratifikacija ovih konvencija je izazvala otpor javnosti u Hrvatskoj, jer su ugovori favorizirali talijanske interese.Ratifikacija  u jugoslavenskom parlamentu trajala je tri godine, jer su se oporbeni predstavnici Hrvatske seljačke stranke snažno protivili tome, nazivajući ove ugovore kolonizacijom Benita Mussolinija. Ratificirani su tek 13. kolovoza 1928. u krnjoj Skupštini, nakon atentata na Stjepana Radića i druge zastupnike Hrvatske seljačke stranke (HSS), što je, nakon atentata, dodatno razbjesnilo hrvatsku javnost.